# Findus
Findus est une entreprise suédoise spécialisée dans les surgelés, qui s'est développée à partir des années 1960.

## Histoire

### 1945: Les débuts
En 1945, la société de conserves « Frukt – Industrin » lance en Suède les premiers produits surgelés (légumes divers et poissons) sous le nom de FINDU.

### 1962-1999: Années Nestlé
La marque est lancée en 1962 en France sous partenariat avec le groupe Nestlé qui distribue ses produits avant de fusionner ses activités en 1971.
Dans les années 1980, la commercialisation des produits surgelés explose, et Findus innove en lançant les premiers surgelés allégés. Dès la décennie suivante, la croissance du marché se stabilise, et Nestlé traverse plusieurs phases de restructuration, tout en continuant à innover sur le marché des surgelés - notamment avant le lancement des sachets IQF (individually quick frozen) - avant de céder Findus au fonds d'investissement suédois EQT en 1999,. Cependant Nestlé conserve la marque et la fabrication des produits Findus pour la Suisse. Findus Italie fut revendu à Unilever.

### 1999-2006: EQT, famille Wallenberg
Le fonds d'investissement suédois EQT appartient à la famille Wallenberg. De 2001 à 2004, en France, Findus connait une ascension fulgurante, avec une hausse des ventes de 60 % et une prise de leadership sur le marché des surgelés, devant les produits Marie et Maggi.
En avril 2005, Geir Frantzen, un ancien directeur de Findus, fait l'acquisition des activités de Findus UK ainsi que la licence d'exploitation de la marque Findus en Grande-Bretagne.
En juillet 2005, la branche espagnole de Findus est cédée au groupe belge Ardo, spécialiste de légumes surgelés.

### 2006-2008: CapVest
Début 2006, CapVest (en) rachète Findus à EQT,. Capvest est un fonds d'investissement anglais fondé en 1999 par Seamus Fitzpatrick et Randl Shure, et appuyé par le fonds américain AIG. 

### Depuis 2008: Lion Capital
Findus passe à partir de 2008 entre les mains du fonds anglais Lion Capital LLP, qui déboursa 1,1 milliard de £ pour acheter l'entreprise de surgelés.
Lion Capital comptait faire de Findus un leader international des surgelés. Cependant plusieurs facteurs ont joué contre Findus :  perte de certains contrats de distribution (dont Tesco), conjoncture économique, échec du rachat de Findus Italie auprès d'Unilever, échecs similaires aux États-Unis… En 2010, les pertes nettes du groupe Findus s'élèvent à 174 millions d'euros. Lion Capital décide alors de diviser les activités Findus en 3 zones géographiques pour revendre le groupe par appartement : Scandinavie, Angleterre et Europe du Sud (comprenant la France et l'Espagne).
Permira, le fonds d'investissement britannique propriétaire de l'entreprise Iglo (qui commercialise les Captain Iglo), est parvenu à racheter Findus Italie en octobre 2010. Permira voit alors une opportunité d'acquérir la division Findus Europe du Sud pour prendre la tête du marché des surgelés en France (à ce moment-là, le groupe ne représente que 1,4 % des parts de marché en France) mais le rachat ne se fera jamais à cause d'un désaccord sur le prix de Findus France.
En juillet 2012, Lion Capital, endetté, cède des parts Findus à un pool bancaire composé de deux banques créancières : JP Morgan (19,6 %) et Highbridge (21,5 %).
En août 2015, Findus vend pour 500 millions de livres ses activités sauf celles au Royaume-Uni, incluant donc ses activités en Suède, Norvège, Finlande, Danemark, France, Espagne et Belgique, à Nomad Foods, entreprise qui détenait déjà la marque Findus en Italie après l'acquisition d'Iglo Foods en avril 2015 pour 2,6 milliards d'euros,.

### Identité visuelle (logo)

Logo de Findus jusqu'en 2011.
Logo de Findus depuis 2011.

## Findus France
En France, l'entreprise est basée à Boulogne-sur-Mer (Pas-de-Calais). Une partie de la production de légumes surgelés Findus a lieu à Loudéac, en Bretagne à l'usine Gelagri. La logistique de Findus France est sous-traitée depuis 2007 chez Sofrilog, un des principaux prestataires logistique frigorifiques, elle est centralisée à Lognes, en Île-de-France.
En 2004, Findus France relance les plats cuisinés surgelés, une activité que la marque avait dû abandonner quatre ans plus tôt, le revendeur Nestlé ayant posé comme condition, lors de sa sortie du capital, l'interdiction pour Findus de vendre des plats cuisinés sur le marché français jusqu'au 31 janvier 2004. Trois ans plus tard en 2007, Findus devient le leader sur le marché des surgelés en France avec 7,7 % de parts de marché.
En 2010, avec 8,5 % de parts de marché sur les surgelés, Findus génère en France un chiffre d'affaires de 195 millions d'euros. En 2013 avec 8,6 % de parts de marché en valeur, la marque est leader du surgelé et représente 80 % de l'offre en poisson surgelé. 
En octobre 2023 le Monde et l’ONG Seawatch démontrent que Findus s’approvisionne auprès d’usines chinoises employant des Ouïghours suspectés de travail forcé.

## Affaire de la fraude à la viande de cheval en 2013
En février 2013, à la suite d’un test ADN inopiné, Findus découvre la présence de viande de cheval roumaine jusqu'à 100 %, dans certains plats préparés à base de viande de bœuf, en particulier des lasagnes,. L’enquête qui s’ensuit démasque un vaste réseau de fraude à la viande de cheval orchestré par Spanghero et Draap Trading (trader néerlandais) qui touche des dizaines de marques de plats préparés dans presque tous les pays d’Europe. Le scandale qui en découle prend le nom d'affaire Findus ou d'affaire de la viande de cheval. Cependant, la responsabilité de Findus est faible, la marque n'ayant que fait pression sur ses fournisseurs pour obtenir des prix plus bas.
Findus tente depuis de « nettoyer » le web (dont Wikipédia) pour faire disparaître les traces de « l'affaire Findus » en payant des sociétés spécialisées en e-réputation,,. Ces méthodes sont notamment détaillées lors d'un reportage de Médias, le magazine passé sur France 5 le 7 décembre 2014. L'objectif est de minimiser le rôle de Findus, voire de le faire apparaître comme une victime. Concrètement l'agence d'e-réputation va vouloir modifier les références à une « affaire Findus » et les associations de mots entre Findus d'une part et « tromperie » ou « escroquerie » d'autre part. Par ailleurs l'agence d'e-réputation s'est également attachée à vouloir faire changer, auprès de plusieurs sites d'information, les titres d'articles portant sur « l'affaire Findus »,.
Durant cette période, le logo et la marque font l'objet de plusieurs détournements de publicité dans les médias sociaux. L'agence de communication Rosbeef lancera, à Paris, une campagne publicitaire qui utilisera des affiches titrant « Chez Findus, nous sommes très à cheval sur la qualité et la provenance des ingrédients ». Cette publicité sera à l'initiative de l'agence de communication, sans l'aval de Findus. Dans un premier temps, Findus désavoue cette campagne et menace de porter plainte. Devant le très bon accueil du web, Findus fera marche arrière, reconnaitra plus tard que cette campagne était intelligente et contactera l'agence pour poursuivre la campagne,,,.